# 王光 (北朝)
王光（？—560年6月1日），胡姓乌丸氏，字兴国，太原郡祁县（今山西省祁县）人，北魏、东魏、西魏、北周官员。

## 生平
王光自称是东汉司徒王允的后裔，世代为州郡显贵的豪门世族，获赐姓乌丸氏。王光少年时雄健威武，有将帅的才能谋略，曾作为天柱大将军尔朱荣的部下参与了河阴之变，册立元子攸为皇帝。王光以大将军帐内都督为起家官，升任宣威将军、给事中，因为常有战功，又升任安东将军、银青光禄大夫。尔朱氏灭亡后，王光加入东魏一方。天平四年（537年），王光参与了沙苑之战，战败后归附西魏。宇文泰对待王光非常优厚，封王光为平原侯，任命王光为帅都督。大统十年（544年），王光恢复原本的官职安东将军、银青光禄大夫，很快外任华山郡太守，任期结束后回朝出任持节、大都督，进号抚军将军，进爵为平原县公，加通直散骑常侍。王光又出任勋州诸军事、勋州刺史，很快出任使持节、车骑大将军、仪同三司、大都督、散骑常侍。因为王光在边境化境安民有功，升任骠骑大将军、开府仪同三司、大都督，爵位改为首阳公。北周建立后，王光进爵为上黄郡公。北周武成二年，王光患病，四月廿二日（560年6月1日）在蒲州城中去世，皇帝诏令赠予都督华义洛三州诸军事、华州刺史、上黄郡公如故，同年八月庚辰朔卅日己酉（560年9月11日）葬于华州华山郡华阴乡灵泉里。

## 墓志
王光墓志全名《周上黄郡开国公志铭》，现收藏于大唐西市博物馆。

## 族系
虽然《周书》和《北史》记载王光是王允的后裔，但姚薇元和滕昭总都认为其家族为东胡族乌丸人。

## 其他
北京大学历史系教授叶炜指出，王光家族原本是六镇武人，可能在六镇之乱时成为尔朱荣部下，而他的夫人叱罗招男出自魏孝文帝迁都洛阳之后的核心家族，两个集团在魏孝文帝迁都洛阳后就被割裂，且二者矛盾日趋深化。河阴之变后，罗鉴一家虽然逃过一劫，但为维持家族地位，也需要尽快寻找新援。此时大批下层武将开始进入北魏上层政治舞台，填补了河阴屠杀造成的大量权力真空，尔朱荣麾下六镇勋贵地位更为显赫。在此背景下，罗鉴将已到婚龄的叱罗招男嫁给六镇武将王光是“理性选择”。迁洛集团和六镇集团之间的鸿沟，或许通过联姻而减小，两个群体有可能在新政治形势下结合起来，构成新的统治集团。

## 家庭

### 祖父
- 王买，北魏使持节、平南将军、并雍二州刺史、广阳公[2]

### 父亲
- 王于，北魏持节、征东将军、零丘郡太守、乾阳侯[2]

### 夫人
- 叱罗招男，北魏骠骑大将军、济徐二州刺史叱罗退干孙女，北魏骠骑大将军、岐州刺史叱罗鉴第二女，封曲梁县君，进封曲梁郡君[2]

### 子女
- 王轨，长子，北周中侍上士[2]
- 王毗阇，次子，小名阿师奴[2]
- 王摩耶，长女，嫁拔拔氏[2]
- 王须摩提，次女[2]